# Radikal 143
Radikal 143 mit der Bedeutung „Blut“ ist eines von 29  der 214 traditionellen Radikale der chinesischen Schrift, die mit sechs Strichen geschrieben werden.
Mit 8 Zeichenverbindungen in Mathews’ Chinese-English Dictionary gibt es sehr wenige Schriftzeichen, die unter diesem Radikal im Lexikon zu finden sind.
Das Radikal „Blut“ nimmt nur in der Langzeichen-Liste traditioneller Radikale, die aus 214 Radikalen besteht, die 143. Position ein. In modernen Kurzzeichen-Wörterbüchern kann es sich an ganz anderer Stelle finden. Im Neuen chinesisch-deutschen Wörterbuch aus der Volksrepublik China steht es zum Beispiel an 181. Stelle.
Die Siegelschrift-Form  zeigt eine Schüssel (皿), in der ein kurzer horizontaler Strich andeutet, dass sich darin eine Flüssigkeit befindet: Blut. Das Radikal 血 (xie) tritt als Lautträger auf in Zeichen wie 恤 (= sich erbarmen), 洫 (in: 沟洫 = Wassergraben, der Felder voneinander abgrenzt). 
In linker Position im Zeichen wird der letzte Strich von 血, der untere Horizontalstrich, als aufsteigender Strich ausgeführt wie in 衅 (= Streit, ursprüngliche Bedeutung: mit dem Blut von Haustieren bestrichene Gebrauchsgegenstände).

## Schriftzeichenverbindungen, die vom Radikal 143 regiert werden
| Striche | Zeichen  |
| ------- | -------- |
| +0      | 血       |
| +03     | 衁 衂    |
| +04     | 衃 衄    |
| +05     | 衅       |
| +06     | 衆衇衈衉 |
| +15     | 衊       |
| +18     | 衋       |

 Im Unicodeblock Kangxi-Radikale ist das Radikal 143 unter der Codepointnummer 12.174 (U+2F8E) codiert.